# AEW World Tag Team Championship
AEW World Tag Team Championship – tytuł mistrzowski dla dywizji tag team w wrestlingu, promowany przez federację All Elite Wrestling (AEW). Inauguracyjnymi mistrzami byli SoCal Uncensored (Frankie Kazarian i Scorpio Sky).

## Historia
18 czerwca 2019 roku, sześć miesięcy po utworzeniu amerykańskiej promocji profesjonalnego wrestlingu All Elite Wrestling (AEW), ogłoszono turniej, który ukoronował inauguracyjnych mistrzów tej promocji tag team. Tego samego dnia ustalono Three-Way Tag Team match na gali AEW Fyter Fest na 29 czerwca, z udziałem Best Friends (Chuck Taylor i Trent Beretta), SoCal Uncensored (reprezentowani przez Frankiego Kazariana i Scorpio Skya) oraz Private Party (Isiah Kassidy i Marq Quen) o walkę na All Out o bycie w drugiej rundzie turnieju o AEW World Tag Team Championship. Później prezes AEW, Tony Khan, ogłosił, że turniej odbędzie się w odcinkach ich programu TNT, później ujawnionego jako Dynamite. Podczas pre-show Buy In Fyter Fest, Best Friends pokonali Private Party i SoCal Uncensored, aby zdobyć miejsce na All Out.
11 lipca wiceprezes wykonawczy i wrestler AEW, Matt Jackson, ogłosił drugi Three-Way Tag Team match, który odbędzie się 13 lipca na Fight for the Fallen, a zwycięzcy zmierzą się z Best Friends na All Out. Na Fight for the Fallen The Dark Order (Evil Uno i Stu Grayson) pokonali Angélico i Jacka Evansa oraz A Boy and His Dinosaur (Jungle Boya i Luchasaurusa), by awansować na All Out. Podczas gali All Out która odbyła się 31 sierpnia, The Dark Order pokonał Best Friends i znaleźli się automatycznie w drugiej rundzie turnieju. Turniej z udziałem 7 drużyn, który miał na celu wyłonienie mistrzów inauguracyjnych odbył się w dniach 9, 16 i 23 października 2019 na odcinkach Dynamite. Finały odbyły się 30 października 2019 również na odcinku Dynamite, gdzie SoCal Uncensored (Frankie Kazarian i Scorpio Sky) pokonali The Lucha Brothers (Pentagóna Jr. i Reya Fénixa) i zostali pierwszymi posiadaczami mistrzostwa.

### Inauguracyjny turniej
|  | Ćwierćfinały Dynamite 9 i 16 października 2019    | Ćwierćfinały Dynamite 9 i 16 października 2019    | Ćwierćfinały Dynamite 9 i 16 października 2019 |                    |                    | Półfinały Dynamite 23 października 2019 | Półfinały Dynamite 23 października 2019 | Półfinały Dynamite 23 października 2019 |  |  | Finał Dynamite 30 października 2019 | Finał Dynamite 30 października 2019 | Finał Dynamite 30 października 2019 |  |
|  |                                                   |                                                   |                                                |                    |                    |                                         |                                         |                                         |  |  |                                     |                                     |                                     |  |
|  | The Young Bucks (Matt Jackson i Nick Jackson)     | The Young Bucks (Matt Jackson i Nick Jackson)     | 13:39                                          |                    |                    |                                         |                                         |                                         |  |  |                                     |                                     |                                     |  |
|  | The Young Bucks (Matt Jackson i Nick Jackson)     | The Young Bucks (Matt Jackson i Nick Jackson)     | 13:39                                          |                    |                    |                                         |                                         |                                         |  |  |                                     |                                     |                                     |  |
|  | Private Party (Isiah Kassidy i Marq Quen)         | Private Party (Isiah Kassidy i Marq Quen)         | Pin                                            |                    |                    |                                         |                                         |                                         |  |  |                                     |                                     |                                     |  |
|  | Private Party (Isiah Kassidy i Marq Quen)         | Private Party (Isiah Kassidy i Marq Quen)         | Pin                                            |                    | Private Party      | Private Party                           | 12:24                                   |                                         |  |  |                                     |                                     |                                     |  |
|  |                                                   |                                                   |                                                |                    | Private Party      | Private Party                           | 12:24                                   |                                         |  |  |                                     |                                     |                                     |  |
|  |                                                   |                                                   | The Lucha Brothers                             | The Lucha Brothers | Pin                |                                         |                                         |                                         |  |  |                                     |                                     |                                     |  |
|  | The Lucha Brothers (Pentagón Jr. i Rey Fénix)     | The Lucha Brothers (Pentagón Jr. i Rey Fénix)     | The Lucha Brothers                             | The Lucha Brothers | Pin                | Pin                                     |                                         |                                         |  |  |                                     |                                     |                                     |  |
|  | The Lucha Brothers (Pentagón Jr. i Rey Fénix)     | The Lucha Brothers (Pentagón Jr. i Rey Fénix)     |                                                |                    |                    |                                         |                                         |                                         |  |  |                                     |                                     |                                     |  |
|  | Jurassic Express (Jungle Boy i Marko Stunt)       | Jurassic Express (Jungle Boy i Marko Stunt)       | 11:31                                          |                    |                    |                                         |                                         |                                         |  |  |                                     |                                     |                                     |  |
|  | Jurassic Express (Jungle Boy i Marko Stunt)       | Jurassic Express (Jungle Boy i Marko Stunt)       | 11:31                                          |                    | The Lucha Brothers | The Lucha Brothers                      | 12:36                                   |                                         |  |  |                                     |                                     |                                     |  |
|  |                                                   |                                                   |                                                |                    |                    |                                         |                                         |                                         |  |  |                                     |                                     |                                     |  |
|  |                                                   |                                                   | SoCal Uncensored                               | SoCal Uncensored   | Pin                |                                         |                                         |                                         |  |  |                                     |                                     |                                     |  |
|  | Best Friends (Trent Barreta i Chuck Taylor)       | Best Friends (Trent Barreta i Chuck Taylor)       | SoCal Uncensored                               | SoCal Uncensored   | Pin                | 9:57                                    |                                         |                                         |  |  |                                     |                                     |                                     |  |
|  | Best Friends (Trent Barreta i Chuck Taylor)       | Best Friends (Trent Barreta i Chuck Taylor)       |                                                |                    |                    |                                         |                                         |                                         |  |  |                                     |                                     |                                     |  |
|  | SoCal Uncensored (Frankie Kazarian i Scorpio Sky) | SoCal Uncensored (Frankie Kazarian i Scorpio Sky) | Pin                                            |                    |                    |                                         |                                         |                                         |  |  |                                     |                                     |                                     |  |
|  | SoCal Uncensored (Frankie Kazarian i Scorpio Sky) | SoCal Uncensored (Frankie Kazarian i Scorpio Sky) | Pin                                            |                    | SoCal Uncensored   | SoCal Uncensored                        | Pin                                     |                                         |  |  |                                     |                                     |                                     |  |
|  |                                                   |                                                   |                                                |                    | SoCal Uncensored   | SoCal Uncensored                        | Pin                                     |                                         |  |  |                                     |                                     |                                     |  |
|  |                                                   |                                                   | The Dark Order                                 | The Dark Order     | 13:59              |                                         |                                         |                                         |  |  |                                     |                                     |                                     |  |
|  | The Dark Order (Evil Uno i Stu Grayson)           |                                                   | The Dark Order                                 | The Dark Order     | 13:59              |                                         |                                         |                                         |  |  |                                     |                                     |                                     |  |
|  |                                                   |                                                   |                                                |                    |                    |                                         |                                         |                                         |  |  |                                     |                                     |                                     |  |
|  | Bye                                               |                                                   |                                                |                    |                    |                                         |                                         |                                         |  |  |                                     |                                     |                                     |  |

## Projekt pasa
Pasy AEW World Tag Team Championship zostały zaprojektowane przez Rona Edwardsena z Red Leather Belts. Mają pięć złotych płytek na czarnym skórzanym pasku. Płyta środkowa ma niebieską kulę pośrodku. W centrum globu znajduje się logo AEW, poniżej logo znajduje się czarny baner ze złotym napisem „TAG TEAM”, a poniżej płytki znamionowa aktualnych mistrzów. Nad kulą ziemską znajduje się czarny baner ze złotym napisem „WORLD”, a pod kulą ziemską kolejny czarny baner ze złotym napisem „CHAMPION”. Po obu stronach płyty środkowej znajdują się dwie płyty boczne, każda z których w widocznym miejscu widnieje logo AEW. Wewnętrzne płyty boczne dodatkowo przedstawiają zapaśnika wykonującego paleddriver, podczas gdy zewnętrzne płyty boczne przedstawiają zapaśnika wykonującego chwyt duszący na stojąco. Po tym, jak FTR (Dax Harwood i Cash Wheeler) po raz pierwszy zdobyli tytuł we wrześniu 2020 roku, pasy otrzymały niewielką aktualizację z reliefowym logo AEW na płycie środkowej.

## Panowania
Na stan 31 lipca 2025, było 11 drużyn które zdobyły tytuły, a The Young Bucks są jedynymi którzy trzymali tytuł trzykrotnie. SoCal Uncensored (Frankie Kazarian i Scorpio Sky) byli mistrzami inauguracyjnymi. Najdłużej panującymi mistrzami są The Young Bucks (Matt Jackson i Nick Jackson), ich najdłuższe panowanie trwało 302 dni. Najkrótszym panowaniem jest panowanie Stinga i Darby’ego Allina, które trwało 25 dni. Najstarszym mistrzem jest Sting, który wygrał tytuł w wieku 63 lat, a najmłodszym Jungle Boy, który wygrał tytuł w wieku 24 lat.
Obecnymi mistrzami są Private Party (Isiah Kassidy i Marq Quen), którzy są w swoim pierwszym panowaniu. Pokonali poprzednich mistrzów The Young Bucks (Matthewa Jacksona i Nicholasa Jacksona) na odcinku Fright Night Dynamite, 30 października 2024.
| Nr        | Ogólny numer panowania                                       |
| Panowanie | Liczba panowań konkretnego mistrza                           |
| Dni       | Liczba dni panowania                                         |
| +         | Oznacza, że liczba dni w posiadaniu wzrasta z kolejnym dniem |

| Nr | Mistrzowie                                            | Zmiana mistrza            | Zmiana mistrza                                            | Zmiana mistrza      | Statystyki panowania | Statystyki panowania | Notka | Odn.   |
| Nr | Mistrzowie                                            | Data                      | Gala                                                      | Miejsce             | Panowanie            | Dni                  | Notka | Odn.   |
| -- | ----------------------------------------------------- | ------------------------- | --------------------------------------------------------- | ------------------- | -------------------- | -------------------- | --- | ------ |
| 1  | SoCal Uncensored (Frankie Kazarian i Scorpio Sky)     | 30 października 2019(dts) | Dynamite                                                  | Charleston, WV      | 1                    | 114                  | Pokonali The Lucha Brothers (Pentagóna Jr. i Reya Fénixa) w finale turnieju stając się inauguracyjnymi mistrzami.                                                                    | [ 9 ]  |
| 2  | Kenny Omega i "Hangman" Adam Page                     | 21 stycznia 2020(dts)     | Dynamite: Chris Jericho's Rock 'N' Wrestling Rager at Sea | Nassau, Bahamy      | 1                    | 228                  | Zdobyli tytuły na Norwegian Pearl. Wyemitowano 22 stycznia jako odcinek Dynamite. | [ 11 ] |
| 3  | FTR (Cash Wheeler i Dax Harwood)                      | 5 września 2020(dts)      | All Out                                                   | Jacksonville, FL    | 1                    | 63                   | | [ 12 ] |
| 4  | The Young Bucks (Matt Jackson i Nick Jackson)         | 7 listopada 2020(dts)     | Full Gear                                                 | Jacksonville, FL    | 1                    | 302                  | Był to Last Chance match, gdzie gdyby The Young Bucks przegrali, nigdy więcej nie byliby w stanie walczyć o mistrzostwo.                                                             | [ 13 ] |
| 5  | The Lucha Brothers (Penta El Zero Miedo i Rey Fénix)  | 9 maja 2021(dts)          | All Out                                                   | Hoffman Estates, IL | 1                    | 122                  | Był to Steel Cage match. | [ 14 ] |
| 6  | Jurassic Express (Jungle Boy i Luchasaurus)           | 5 stycznia 2022(dts)      | Dynamite                                                  | Newark, NJ          | 1                    | 161                  | | [ 15 ] |
| 7  | The Young Bucks (Matt Jackson i Nick Jackson)         | 15 czerwca 2022(dts)      | Dynamite: Road Rager                                      | Saint Louis, MO     | 2                    | 28                   | Był to Ladder match. | [ 16 ] |
| 8  | Swerve in Our Glory (Keith Lee i Swerve Strickland)   | 13 lipca 2022(dts)        | Dynamite: Fyter Fest Noc 1                                | Savannah, GA        | 1                    | 70                   | Był to Three-way tag team match, w którym brali również udział Team Taz (Powerhouse Hobbs i Ricky Starks).                                                                           | [ 17 ] |
| 9  | The Acclaimed (Anthony Bowens i Max Caster)           | 21 września 2022(dts)     | Dynamite: Grand Slam                                      | Queens, NY          | 1                    | 140                  | | [ 18 ] |
| 10 | The Gunns (Austin Gunn i Colten Gunn)                 | 8 lutego 2023(dts)        | Dynamite: Championship Fight Night                        | El Paso, TX         | 1                    | 56                   | | [ 19 ] |
| 11 | FTR (Cash Wheeler i Dax Harwood)                      | 5 kwietnia 2023(dts)      | Dynamite                                                  | Elmont, NY          | 2                    | 185                  | Był to Title vs. Career match. | [ 20 ] |
| 12 | Ricky Starks i Big Bill                               | 7 października 2023(dts)  | Collision                                                 | Salt Lake City, UT  | 1                    | 123                  | | [ 21 ] |
| 13 | Sting i Darby Allin                                   | 7 lutego 2024(dts)        | Dynamite                                                  | Phoenix, AZ         | 1                    | 25                   | Był to Tornado tag team match. | [ 22 ] |
| —  | Wakat                                                 | 3 marca 2024(dts)         | Revolution                                                | Greensboro, NC      | —                    | —                    | Po ostatniej walce w karierze Stinga na tej gali, on i Darby Allin zrzekli się tytułu.                                                                                               | [ 23 ] |
| 14 | The Young Bucks (Matthew Jackson i Nicholas Jackson)  | 21 kwietnia 2024(dts)     | Dynasty                                                   | Saint Louis, MI     | 3                    | 192                  | Pokonali FTR (Daxa Harwooda i Casha Wheelera) w Ladder matchu w finale turnieju o zwakowany tytuł. Indywidualnie Matthew i Nicholas byli wcześniej nazywani odpowiednio Matt i Nick. | [ 24 ] |
| 15 | Private Party (Isiah Kassidy i Marq Quen)             | 30 października 2024(dts) | Fright Night Dynamite                                     | Cleveland, OH       | 1                    | 84                   | Gdyby Private Party przegrali, musieliby rozwiązać się jako zespół. | [ 10 ] |
| 16 | The Hurt Syndicate (Bobby Lashley i Shelton Benjamin) | 22 stycznia 2025(dts)     | Dynamite                                                  | Knoxville, TN       | 1                    | 190+                 | | [ 25 ] |

## Połączone panowania
Na stan 31 lipca 2025
| † | Oznacza obecnych mistrzów |

### Drużynowo
| Miejsce | Drużyna                                                        | Liczba panowań | Łączna liczba dni |
| ------- | -------------------------------------------------------------- | -------------- | ----------------- |
| 1       | The Young Bucks (Matt/Matthew Jackson i Nick/Nicholas Jackson) | 3              | 522               |
| 2       | FTR (Cash Wheeler i Dax Harwood)                               | 2              | 248               |
| 3       | Kenny Omega i "Hangman" Adam Page                              | 1              | 228               |
| 4       | The Hurt Syndicate † (Bobby Lashley i Shelton Benjamin)        | 1              | 190+              |
| 5       | Jurassic Express (Jungle Boy i Luchasaurus)                    | 1              | 161               |
| 6       | The Acclaimed (Anthony Bowens i Max Caster)                    | 1              | 140               |
| 7       | Ricky Starks i Big Bill                                        | 1              | 123               |
| 8       | The Lucha Brothers (Penta El Zero Miedo i Rey Fénix)           | 1              | 122               |
| 9       | Private Party (Isiah Kassidy i Marq Quen)                      | 1              | 84                |
| 10      | SoCal Uncensored (Frankie Kazarian i Scorpio Sky)              | 1              | 83                |
| 11      | Swerve in Our Glory (Keith Lee i Swerve Strickland)            | 1              | 70                |
| 12      | The Gunns (Austin Gunn i Colten Gunn)                          | 1              | 56                |
| 13      | Sting i Darby Allin                                            | 1              | 25                |

### Indywidualnie
| Miejsce | Wrestler              | Liczba panowań | Łączna liczba dni |
| ------- | --------------------- | -------------- | ----------------- |
| 1       | Matt/Matthew Jackson  | 3              | 522               |
| 1       | Nick/Nicholas Jackson | 3              | 522               |
| 3       | Cash Wheeler          | 2              | 248               |
| 3       | Dax Harwood           | 2              | 248               |
| 5       | "Hangman" Adam Page   | 1              | 228               |
| 5       | Kenny Omega           | 1              | 228               |
| 7       | Bobby Lashley †       | 1              | 190+              |
| 7       | Shelton Benjamin †    | 1              | 190+              |
| 9       | Jungle Boy            | 1              | 161               |
| 9       | Luchasaurus           | 1              | 161               |
| 11      | Anthony Bowens        | 1              | 140               |
| 11      | Max Caster            | 1              | 140               |
| 13      | Big Bill              | 1              | 123               |
| 13      | Ricky Starks          | 1              | 123               |
| 15      | Penta El Zero Miedo   | 1              | 122               |
| 15      | Rey Fénix             | 1              | 122               |
| 17      | Isiah Kassidy         | 1              | 84                |
| 17      | Marq Quen             | 1              | 84                |
| 19      | Frankie Kazarian      | 1              | 83                |
| 19      | Scorpio Sky           | 1              | 83                |
| 21      | Keith Lee             | 1              | 70                |
| 21      | Swerve Strickland     | 1              | 70                |
| 23      | Austin Gunn           | 1              | 56                |
| 23      | Colten Gunn           | 1              | 56                |
| 25      | Darby Allin           | 1              | 25                |
| 25      | Sting                 | 1              | 25                |